# Floydada (Texas)
Floydada település az Amerikai Egyesült Államok Texas államában, Floyd megyében, melynek megyeszékhelye is. Lakosainak száma 2675 fő (2020. április 1.).

## Népesség
A település népességének változása:

| 2010 | 3 038 |
| 2020 | 2 675 |